# Magnolia (film)
Magnolia er en amerikansk film fra 1999, der er instrueret af Paul Thomas Anderson. Den handler om en gruppe mennesker i San Fernando Valley i Californien og hvordan deres liv tilsyneladende hænger sammen. Blandt skuespillerne ses bl.a. Tom Cruise, Philip Seymour Hoffman, Julianne Moore, William H. Macy og Philip Baker Hall. Tom Cruise blev nomineret til en Oscar og vandt en Golden Globe for sin rolle i filmen.

## Handling
Filmen starter med at fortælle tre forskellige historier, der alle handler om det der sker nu er tilfældigt.
- Sir Edmund William Godfrey fra Greenberry Hill bliver dræbt af Joseph Green, Stanley Berry og Daniel Hill.
- En dykker bliver samlet op af et brandslukningsfly, der er ved at hente vand i en sø, og dør af hjerteslag. Piloten og dykkeren har et par dage før været i en slåskamp på et casino.
- En 17-årig fyr forsøger at begå selvmord ved springe ud fra sit lejlighedskompleks, som ikke ville være lykkedes da han lander i et sikkerhedsnet. Det bliver dog i stedet til et mord da han mens han er i luften bliver skudt af sin mor, som har et voldsomt skænderi med faren. Geværet som hun skyder ham med er desuden faktisk blevet ladt af den 17-årige selv et par dage tidligere.

Efter det begynder selve historien som omhandler en række personer og hvad der sker for dem på denne dag. 
- Frank T.J. Mackey (Tom Cruise), der afholder selvhjælpskurser der hjælper mænd til at score kvinder.
- Linda Partridge (Julianne Moore), En kvinde hvis mand er ved at dø og som har dårlig samvittighed over at hun kun giftede sig med ham for pengenes skyld.
- "Quiz Kid" Donnie Smith (William H. Macy), som da han var barn vandt en stor sum penge i tv-programmet What Do Kids Know?, men siden har mistet alt.
- Stanley Spector (Jeremy Blackman), et barn der er nuværende deltager på What Do Kids Know?
- Phil Parma (Philip Seymour Hoffman), en sygeplejer der passer den dødssyge Earl Partridge.
- Claudia Wilson Gator (Melora Walters), en kokainmisbruger med store psykiske problemer. Datter af Jimmy Gator.
- Jimmy Gator (Philip Baker Hall), vært på What Do Kids Know?.
- Earl Partridge (Jason Robards), en rig dødssyg tv-producent.
- Officer Jim Kurring (John C. Reilly), en fraskilt ensom politibetjent.
- Dixon (Emmanuel L. Johnson), et sort fattigt barn der render rundt i gaderne.

De forskellige personers historie kører ikke som separate historie, men er i høj grad knyttet sammen. Som f.eks. den døende Earl Partridge, der får Phil Parma til at finde sin søn, Frank T.J. Mackey.

## Priser
Filmen var nomineret til tre oscars, dog uden at vinde, og to Golden Globes, hvor Tom Cruise vandt den ene. Derudover vandt den Guldbjørnen ved Filmfestivalen i Berlin. Herhjemme var den både nomineret til en Bodil og Robert.